# Giuramento olimpico
Il giuramento olimpico viene pronunciato da un atleta, un giudice e un allenatore durante la cerimonia di apertura dei Giochi olimpici. L'atleta, il giudice e l'allenatore, che appartengono al paese organizzatore, reggono un angolo della Bandiera olimpica mentre pronunciano il giuramento nella lingua ufficiale del Paese (o una di esse) a nome di tutti gli atleti, giudici e allenatori.

## Giuramento dell'atleta
A nome di tutti i concorrenti, prometto che prenderò parte a questi giochi olimpici rispettando e osservando le regole che li governano, impegnandoci nel vero spirito della sportività per uno sport senza doping e senza droghe, per la gloria dello sport e l'onore della mia squadra.

## Giuramento del giudice
A nome di tutti i giudici e ufficiali di gara, prometto che adempiremo alle nostre funzioni in questi Giochi olimpici con una completa imparzialità, rispettando e osservando le regole che li governano, nel vero spirito della sportività.

## Giuramento dell'allenatore
A nome di tutti gli allenatori e gli altri membri dell'entourage degli atleti, prometto che ci impegneremo per garantire che lo spirito di sportività e il fair play siano pienamente rispettati e accolti in conformità dei principi fondamentali dell'olimpismo.

## Giuramento congiunto
A partire dalle Olimpiadi Invernali del 2018, a Pyeongchang, si tiene un solo giuramento.
Un atleta, un giudice ed un allenatore leggono le seguenti righe, una a testa rispettivamente:
A nome di tutti i giudici,
A nome di tutti gli allenatori e gli altri membri dell'entourage degli atleti»
A quel punto l'atleta completa il giuramento con la seguente formula.
()

## Storia
Il giuramento olimpico, scritto da Pierre de Coubertin, fu pronunciato per la prima volta alle Olimpiadi del 1920 di Anversa. Il giuramento dei giudici fu invece pronunciato per la prima volta alle Olimpiadi invernali del 1972 di Sapporo. Il giuramento degli allenatori è molto recente: fu infatti prestato per la prima volta alle Olimpiadi del 2012 di Londra dall'allenatore di canoa Eric Farrell.
Il testo del giuramento è lievemente cambiato con il tempo; il giuramento di Victor Boin nel 1920 era:
Noi giuriamo che prenderemo parte ai Giochi Olimpici in uno spirito di cavalleria, per l'onore del nostro paese e la gloria dello sport.
Più tardi, "giuriamo" fu sostituito da "prometto" e "paese" da "squadra". L'ultima parte del giuramento, riguardante il doping, fu aggiunta per le Olimpiadi del 2000 di Sydney.
| Olimpiade                | Atleta                                                  | Giudice                | Allenatore        |
| ------------------------ | ------------------------------------------------------- | ---------------------- | ----------------- |
| Olimpiade Estiva 1920    | Victor Boin                                             |                        |                   |
| Olimpiade Invernale 1924 | Camille Mandrillon                                      |                        |                   |
| Olimpiade Estiva 1924    | Géo André                                               |                        |                   |
| Olimpiade Invernale 1928 | Hans Eidenbenz                                          |                        |                   |
| Olimpiade Estiva 1928    | Henri Dénis                                             |                        |                   |
| Olimpiade Invernale 1932 | Jack Shea                                               |                        |                   |
| Olimpiade Estiva 1932    | George Calnan                                           |                        |                   |
| Olimpiade Invernale 1936 | Willy Bogner                                            |                        |                   |
| Olimpiade Estiva 1936    | Rudolf Ismayr                                           |                        |                   |
| Olimpiade Invernale 1948 | Bibi Torriani                                           |                        |                   |
| Olimpiade Estiva 1948    | Don Finlay                                              |                        |                   |
| Olimpiade Invernale 1952 | Torbjørn Falkanger                                      |                        |                   |
| Olimpiade Estiva 1952    | Heikki Savolainen                                       |                        |                   |
| Olimpiade Invernale 1956 | Giuliana Minuzzo                                        |                        |                   |
| Olimpiade Estiva 1956    | John Landy (Melbourne) Henri Saint Cyr (Stoccolma)      |                        |                   |
| Olimpiade Invernale 1960 | Carol Heiss                                             |                        |                   |
| Olimpiade Estiva 1960    | Adolfo Consolini                                        |                        |                   |
| Olimpiade Invernale 1964 | Paul Aste                                               |                        |                   |
| Olimpiade Estiva 1964    | Takashi Ono                                             |                        |                   |
| Olimpiade Invernale 1968 | Léo Lacroix                                             |                        |                   |
| Olimpiade Estiva 1968    | Pablo Garrido                                           |                        |                   |
| Olimpiade Invernale 1972 | Keiichi Suzuki                                          | Fumio Asaki            |                   |
| Olimpiade Estiva 1972    | Heidi Schüller                                          | Heinz Pollay           |                   |
| Olimpiade Invernale 1976 | Werner Delle-Karth                                      | Willy Köstinger        |                   |
| Olimpiade Estiva 1976    | Pierre St.-Jean                                         | Maurice Fauget         |                   |
| Olimpiade Invernale 1980 | Eric Heiden                                             | Terry McDermott        |                   |
| Olimpiade Estiva 1980    | Nikolaj Andrianov                                       | Aleksandr Medved'      |                   |
| Olimpiade Invernale 1984 | Bojan Križaj                                            | Dragan Perovic         |                   |
| Olimpiade Estiva 1984    | Edwin Moses                                             | Sharon Weber           |                   |
| Olimpiade Invernale 1988 | Pierre Harvey                                           | Suzanna Morrow-Francis |                   |
| Olimpiade Estiva 1988    | Heo Jae                                                 | Lee Hak-Rae            |                   |
| Olimpiade Invernale 1992 | Surya Bonaly                                            | Pierre Bornat          |                   |
| Olimpiade Estiva 1992    | Luis Doreste Blanco                                     | Eugeni Asensio         |                   |
| Olimpiade Invernale 1994 | Vegard Ulvang                                           | Kari Karing            |                   |
| Olimpiade Estiva 1996    | Teresa Edwards                                          | Hobie Billingsly       |                   |
| Olimpiade Invernale 1998 | Kenji Ogiwara                                           | Junko Hiramatsu        |                   |
| Olimpiade Estiva 2000    | Rechelle Hawkes                                         | Peter Kerr             |                   |
| Olimpiade Invernale 2002 | Jimmy Shea                                              | Allen Church           |                   |
| Olimpiade Estiva 2004    | Zoe Dimoschaki                                          | Lazaros Voreadis       |                   |
| Olimpiade Invernale 2006 | Giorgio Rocca                                           | Fabio Bianchetti       |                   |
| Olimpiade Estiva 2008    | Zhang Yining                                            | Huang Liping           |                   |
| Olimpiade Invernale 2010 | Hayley Wickenheiser                                     | Michel Verrault        |                   |
| Olimpiade Estiva 2012    | Sarah Stevenson                                         | Mik Basi               | Eric Farrell      |
| Olimpiade Invernale 2014 | Ruslan Zacharov                                         | Vjačeslav Vedenin      | Anastasiya Popova |
| Olimpiade Estiva 2016    | Robert Scheidt                                          | Martinho Nobre         | Adriana Santos    |
| Olimpiade Invernale 2018 | Mo Tae-bum                                              | Kim Woo-sik            |                   |
| Olimpiade Estiva 2020    | Ryōta Yamagata Kōsei Inoue Kasumi Ishikawa Reika Utsugi |                        |                   |
| Olimpiade Invernale 2022 | Liu Jiayu Wang Qiang                                    |                        |                   |
| Olimpiade Estiva 2024    | Mélina Robert-Michon Florent Manaudou                   | Melanie Tran           | Cristophe Massina |